# Holiday (film, 2006)
A Holiday (eredeti cím: The Holiday) 2006-ban bemutatott romantikus filmvígjáték, melyet Nancy Meyers írt és rendezett. A főbb szerepekben Cameron Diaz, Kate Winslet, Jude Law és Jack Black látható.
Premierje 2006. november 29-én volt New Yorkban, a mozikban 2006. december 8-án vetítették először az Egyesült Államokban és az Egyesült Királyságban. Magyarországon 2006. december 14-én mutatták be az UIP-Duna Film forgalmazásában.
A Holiday vegyes kritikákat kapott: a kritikusok dicsérték a színészek teljesítményét, a cselekményt azonban kiszámíthatónak tartották. A film világszerte 205 millió dolláros bevételt termelt.

## Cselekmény
Iris Simpkins, a londoni The Daily Telegraph társadalmi rovatának vezetője még mindig szereti volt barátját, Jasper Bloomot, annak ellenére, hogy a férfi megcsalta és érzelmileg kihasználja, zsarolja.
Amanda Woods Los Angelesben él, és egy filmelőzeteseket gyártó cég producereként dolgozik. Miután barátja bevallja, hogy megcsalta, Amanda szakít a férfival. Ezt követően egy internetes oldalon rátalál Iris felhívására, miszerint házcserét ajánl a karácsonyi ünnepek idejére. A két nő megállapodik, hogy másnaptól két hétre házat cserélnek.
Míg Iris könnyen beilleszkedik a Los Angleles-i életbe, és Amanda hatalmas luxusházában is jól elvan, addig utóbbi nehezen találja a helyét Londonban és Iris visszafogottabb lakhelye sem nyeri el a tetszését. Az első éjjel megjelenik Iris ittas testvére, Graham. Rövid beszélgetést követően az egymáshoz vonzódó két fiatal az ágyban köt ki, miután Amanda szerint ez mitsem számít, hiszen soha többé nem fognak találkozni, sőt, ő másnap visszautazik az Egyesült Államokba. Másnap reggel annak ellenére, hogy élvezték az együtt töltött éjszakát, reggel külön utakon folytatják, és Graham csak este a kocsmában ülve szembesül vele, hogy Amanda mégsem utazott haza.
Iris időközben megismeri Arthur Abbottot, Amanda idős szomszédját, az Oscar-díjas forgatókönyvírót. Vacsora közben Iris mesél neki a Jasperrel kapcsolatos gondjairól, Arthur pedig hosszú listát ad át neki az olyan filmekről, melyekben a főhős egy erős női karakter, hogy "saját élete vezető hölgyévé" válhasson. A nő mindeközben meggyőzi az idős férfit, hogy fogadja el a Nyugat-Amerikai Írók Céhének invitálását a tiszteletére rendezendő gálaestre. Felajánlja segítségét, és gyakorol is Arthurral, hogy az járókerete nélkül állhasson a népes közönség elé a színpadon. Összebarátkozik Milesszel is, Ethan kollégájával, akivel fokról fokra egyre jobban megismerik és megkedvelik egymást, és a karácsonyi vacsorájukat is együtt költik el.
Ezalatt Amanda megnyílik Graham előtt, és elmondja, hogy nem sírt, mióta szülei elváltak, amikor tizenöt éves volt. Meglepi a házában, és szembesül vele, hogy a férfi özvegy, és két kislányával él. Graham elmagyarázza, hogy azért tartotta titokban lányait, mert az életének felosztásában segít, hogy kezelje az egyedülálló, dolgozó apa felelősségét, és mert nem akar nőt bevonni a lányok életébe, hacsak nem biztos abban, hogy a kapcsolatnak van jövője.
Jasper azzal lepi meg Amerikában Irist, hogy megjelenik Amanda házában, de a nő az Arthur filmjeiből származó nők példájára támaszkodva kirúgja. Az idős forgatókönyvíró tiszteletére rendezett gálán Arthurnak sikerül egyedül a színpadra állnia, Miles pedig megkéri Irist, hogy töltse vele a szilvesztert. Eközben Graham elmondja Amandának, hogy beleszeretett, és bár a nő nem viszonozza a vallomást, megegyeznek, hogy megpróbálnak távkapcsolatban élni. A repülőtérre tartva azonban Amandát elöntik az érzelmei, visszarohan a férfi házába és úgy döntenek, együtt töltik a szilvesztert, Graham lányaival együtt.
Újév előestéjén Iris, Amanda, Graham, Miles és Graham lányai boldogan ünnepelnek a férfi házában.

## Szereplők
| Szereplő        | Színész      | Magyar hang         | Leírás                                                                                       |
| --------------- | ------------ | ------------------- | -------------------------------------------------------------------------------------------- |
| Amanda Woods    | Cameron Diaz | Für Anikó           | Egy sikeres, filmelőzeteseket gyártó vállalkozás tulajdonosa                                 |
| Iris Simpkins   | Kate Winslet | Major Melinda       | A The Daily Telegraph társadalmi rovatának vezetője                                          |
| Graham Simpkins | Jude Law     | Stohl András        | Iris testvére, könyvszerkesztő, "vidéki özvegy" és egyedülálló apa                           |
| Miles Dumont    | Jack Black   | Kálloy Molnár Péter | Hollywoodi zeneszerző, Amanda munkatársa                                                     |
| Arthur Abbott   | Eli Wallach  | Versényi László     | Amanda szomszédja, híres forgatókönyvíró Hollywood aranykorából, akivel Iris összebarátkozik |

## Háttér és forgatás
A film forgatása Los Angelesben kezdődött, majd hét hónap múlva Angliában folytatódott, végül pedig Kaliforniában fejeződött be. Annak ellenére, hogy Amanda otthona a történet szerint Brentwoodban található, a külső jeleneteket valójában a dél-kaliforniai építész, Wallace Neff Mission Revival stílusban épült háza előtt forgatták San Marinóban, Pasadena szomszédságában. Neff 1928-ban a családjának építette a házat. Amanda házának belső felvételei a Sony Pictures Studios Culver Cityben található stúdiójában lettek felvéve. Los Angeles más forgatási helyszínei közé tartozott Arthur háza Brentwoodban, valamint Miles háza, amelyet Richard Neutra tervezett, és amely a Neutra Place-en található, Los Angeles Silver Lake nevű városnegyedében, a belváros közelében.
A film egyesült királyságbeli részét részben a 11. századi Godalmingban és Shere-ben, a délkelet-angliai Surrey megyében található városban vették fel. Az itt játszódó külső jeleneteket Szent Jakab-templom szomszédságában vették fel, épített díszletek között. Ugyan stáb bérelt volna egy házat a forgatás idejére, azonban az messze volt Londontól, illetve a stáb szálláshelyétől, így végül az ötletet elvetették. A forgatás 2006. január 4-én kezdődött és június 15-én ért véget.

## Fogadtatás

### Bevételek
A Holiday a 2006. december 8-ai nyitóhétvégén 12 778 913 dolláros bevételre tett szert az Egyesült Államokban. Összességében 63 millió dollárt termelt az észak-amerikai piacon, nemzetközileg pedig 142 millió amerikai dollárra tehető a bevétele, így világszerte összesen 205 135 175 dolláros bevételt termelt, szemben a 85 millió dolláros gyártási költségvetéssel és a 34 millió dolláros marketingköltségekkel. A film a 2000-es évek 12. legsikeresebb nő által rendezett film volt.

## Filmzene
A filmben Heitor Pereira és Hans Zimmer műveiből hallható válogatás, amely a Varèse Sarabande kiadó gondozásában jelent meg.
1. "Maestro" by Hans Zimmer – 3:53
2. "Iris and Jasper" by Hans Zimmer and Lorne Balfe – 3:24
3. "Kayak for One" by Ryeland Allison – 1:30
4. "Zero" by Hans Zimmer and Atli Örvarsson – 2:44
5. "Dream Kitchen" by Hans Zimmer and Henry Jackman – 1:35
6. "Separate Vacations" by Hans Zimmer, Lorne Balfe and Imogen Heap – 1:47
7. "Anything Can Happen" by Hans Zimmer and Heitor Pereira – 0:48
8. "Light My Fire" by Hans Zimmer – 1:14
9. "Definitely Unexpected" by Hans Zimmer and Lorne Balfe – 3:34
10. "If I Wanted To Call You" by Hans Zimmer and Atli Örvarsson – 1:50
11. "Roadside Rhapsody" by Hans Zimmer and Henry Jackman – 1:39
12. "Busy Guy" by Hans Zimmer and Henry Jackman – 1:28
13. "For Nancy" by Hans Zimmer, Atli Orvarsson and Lorne Balfe – 1:27
14. "It's Complicated" by Hans Zimmer and Imogen Heap – 1:00
15. "Kiss Goodbye" by Heitor Pereira and Herb Alpert – 2:33
16. "Verso E Prosa" by Heitor Pereira – 1:59
17. "Meu Passado" by Hans Zimmer, Henry Jackman and Lorne Balfe – 1:25
18. "The 'Cowch'" by Hans Zimmer, Heitor Pereira, Lorne Balfe and Imogen Heap – 2:42
19. "Three Musketeers" by Hans Zimmer, Heitor Pereira, Lorne Balfe and Imogen Heap – 2:44
20. "Christmas Surprise" by Hans Zimmer and Lorne Balfe – 2:32
21. "Gumption" by Hans Zimmer, Atli Orvarsson and Henry Jackman – 3:45
22. "Cry" by Hans Zimmer, Lorne Balfe and Heitor Pereira – 2:39
23. "It's a Shame" by the Spinners
24. "You Send Me" by Aretha Franklin

- A bárban, ahol Graham (Jude Law) Amandát (Cameron Diaz) keresi, a Frou Frou Let Go című száma szól.[11]

### Díjak és jelölések
| Díj                                             | Kategória                              | Jelölt                | Eredmény |
| ----------------------------------------------- | -------------------------------------- | --------------------- | -------- |
| ALMA-díj                                        | Kiemelkedő színésznő – Film            | Cameron Diaz          | Jelölve  |
| Az Ír Filmművészeti és Televíziós Társaság díja | Legjobb külföoldi színésznő            | Kate Winslet          | Jelölve  |
| NRJ Ciné Awards                                 | Legszebb csókjelenet                   | Cameron Diaz Jude Law | Jelölve  |
| Teen Choice Awards                              | Teen Choice Award for Choice Movie     | N/A                   | Elnyerte |
| Teen Choice Awards                              | Teen Choice Award for Choice Hissy Fit | Cameron Diaz          | Jelölve  |